# لوکووا (ناحیه وستی ناد اورلیتسی)
لوکووا (به چکی: Luková) یک منطقهٔ مسکونی در جمهوری چک است که در ناحیه اوستی ناد اورلیتسی واقع شده‌است. لوکووا ۱۴٫۵۹ کیلومتر مربع مساحت و ۷۰۲ نفر جمعیت دارد و ۳۷۰ متر بالاتر از سطح دریا واقع شده‌است.